# محمود وحیدسعد
محمود وحیدسعد (زاده ۱۳۰۰ قمری، درگذشته ۱۳۳۶ خورشیدی) ملقب به وحیدالدوله، مترجم و نماینده مجلس دوره قاجار بود.
وحیدالدوله در دوران مظفرالدین‌شاه برای تحصیل به اروپا اعزام شد. در دوره پنجم مجلس شواری ملی از تبریز به نمایندگی انتخاب گردید. او سرانجام در سن هفتادسالگی براثر شکستگی پا در اتریش درگذشت و در امامزاده عبدالله تهران به خاک سپرده شد.

## آثار
- حل معمای حیات، اثر لئون دنی، تهران، ۱۳۱۳.
- کلید آگاهی در عالم روح، اثر آلبو بوشار، تهران، بی‌تا.
- کلید تمدن، تهران، ۱۳۱۳.